# Sarai Mir
Sarai Mir es un pueblo y nagar Panchayat situado en el distrito de Azamgarh en el estado de Uttar Pradesh (India). Su población es de 19055 habitantes (2011). 

## Demografía
Según el  censo de 2001 la población de Sarai Mir era de 15526 habitantes, de los cuales el 51% eran hombres y el 49% eran mujeres. Sarai Mir tiene una tasa media de alfabetización del 58%, inferior a la media nacional del 59,5%: la alfabetización masculina es del 64%, y la alfabetización femenina del 52%.